# Славистово
Славистово — упразднённая деревня в Степановском сельском поселении Галичского района Костромской области России. Исключена из учётных данных в 2024 году.

## История
Согласно Спискам населенных мест Российской империи в 1872 году деревня относилась к 1 стану Чухломского уезда Костромской губернии. В ней числилось 11 дворов, проживало 43 мужчины и 52 женщины.
Согласно переписи населения 1897 года в деревне Словистово проживало 111 человек (47 мужчин и 64 женщины).
Согласно Списку населенных мест Костромской губернии в 1907 году деревня Словистово относилась к Муравьищенской волости Чухломского уезда Костромской губернии. По сведениям волостного правления за 1907 год в ней числилось 23 крестьянских двора и 153 жителя.
До муниципальной реформы 2010 года деревня входила в состав Толтуновского сельского поселения.

## Население
Численность населения деревни менялась по годам:
| Население по годам  |      |      |      |      |      |
| Год                 | 1877 | 1897 | 1907 | 2008 | 2012 |
| Жителей             | 95   | 111  | 153  | 0    | 0    |
| Крестьянских дворов | 11   | —    | 23   | —    | —    |

| 2008 | 2010 | 2012 | 2014 |
| ---- | ---- | ---- | ---- |
| 0    | →0   | →0   | →0   |